# Катастрофа FH-227 в Чарлстоне
Катастрофа FH-227 в Чарлстоне — авиационная катастрофа, произошедшая в субботу 10 августа 1968 года в аэропорту Округ Канова города Чарлстон и ставшая одной из крупнейших в истории штата Западная Виргиния. Самолёт Fairchild Hiller FH-227B авиакомпании Piedmont Airlines, выполняя пассажирский рейс из Цинциннати, заходил на посадку, когда влетел в туман, где врезался в деревья, после чего упал на аэродром и разрушился, при этом погибли 35 человек. Первое происшествие в истории FH-227B.

## Самолёт
Fairchild Hiller FH-227B с регистрационным номером N712U (заводской — 557) был выпущен 3 августа 1967 года, а 3 ноября поступил в американскую авиакомпанию Piedmont Airlines. Был оборудован двумя турбовинтовыми двигателями Rolls-Royce Rda7-MK-532-7, оснащёнными воздушными винтами фирмы Dowty Rotol модель R-193/4-30-4/50. Общая наработка борта N712U на момент катастрофы составляла 2197 часов 3 минуты налёта.

## Экипаж
Экипаж самолёта состоял из двух пилотов и одной стюардессы:
- Командир воздушного судна — 40-летний Джин А. Сугг (англ. Gene A. Sugg). В Piedmont Airlines с 1 августа 1955 года, а в мае 1965 года был повышен до командира F-27. Имел квалификацию пилота самолётов Martin 2-0-2/4-0-4, Fairchild F-27/FH-227 и NAMC YS-11. Также имел квалификацию пилота-инструктора. В общей сложности налетал 6884 часа, в том числе 2809 часов в должности командира самолётов F-27/FH-227. Непосредственно на FH-227 налетал 289 часов, в том числе 79 часов за последние 30 дней. В аэропорт Округ Канова[англ.] города Чарлстон за последние 6 месяцев летал 35 раз. За последние 24 часа до происшествия имел период отдыха в 10 часов 25 минут[2].
- Второй пилот — 34-летний Джон Ф. Мессик (англ. John F. Messick). В Piedmont Airlines с 19 сентября 1966 года. В общей сложности налетал 3722 часа, в том числе 403 часа на самолётах F-27/FH-227. Налёт за последние 30 дней составлял примерно 70 часов. В аэропорт Округ Канова города Чарлстон за последние 6 месяцев летал 35 раз. За последние 24 часа до происшествия имел период отдыха в 10 часов 15 минут[3].
- Стюардесса — 20-летняя Анна Перл (англ. Anna Pearl)[4].

## Хронология событий

### Предшествующие обстоятельства
Самолёт выполнял регулярный пассажирский рейс PI-230 по маршруту Луисвилл — Цинциннати — Чарлстон — Роанок. Вылетев в 07:20 из Луисвилла (штат Кентукки), лайнер вскоре благополучно приземлился в Цинциннати (Огайо), а в 08:05 с 34 пассажирами и 3 членами экипажа на борту вылетел в Чарлстон. Полёт проходил по правилам полётов по приборам на эшелоне 9000 футов (2700 м) по воздушному коридору «Виктор 128» через Йорк и под контролем Индианаполисского диспетчерского центра.
После прохождения пересечения «Милтон» (10 миль (16 км) западнее-северо-западнее радиомаяка Чарлстона) диспетчер в 08:35 дал разрешение снижаться и занимать эшелон 5000 футов (1500 м). Затем экипаж связался с диспетчером взлёта и посадки аэропорта Округ Канова (Чарлстон—башня) и запросил последнюю информацию о погоде, которая была следующей: переменная облачность, видимость 1/2 мили (4/5 км), туман, дымка, [используемая] полоса 23, видимость на полосе 1/8 мили (1/5 км). С самолёта доложили, что рассчитывают достичь аэродрома через 10—15 минут, на что диспетчер ответил, что к тому времени видимость на полосе может повыситься до полумили.

### Заход на посадку
Примерно в 08:41 пилоты установили связь с диспетчером похода, доложив о прохождении высоты 6000 футов (1800 м) и снижении до 5000 футов (1500 м), после чего диспетчер опознал засветку самолёта на экране радиолокатора, которая двигалась точно по установленной траектории, а затем дал указание продолжать следовать по курсу 070° — вектору зоны ожидания у дальнего приводного радиомаяка курсо-глиссадной системы (ILS). Также была передана обновлённая сводка о погоде в аэропорту: переменная облачность, видимость 1/2 мили, туман, дымка, видимость на взлётно-посадочной полосе 23 нулевая, давление для настройки высотомеров — 29,94 дюйма (760 мм) рт. ст. Ещё экипаж получил инструкции по выполнению захода на посадку, расчётное время которого было определено как 09:15, в зависимости от погодных условий.
В 08:50 рейс 230 подошёл к дальнему приводу, когда диспетчер дал указание поворачивать вправо на курс 140°, снижаться и занимать высоту 2400 футов (730 м), а заодно передал, что видимость на полосе достигла 7/8 мили. В 08:51 «Чарлстон—подход» дал следующее указание: Вы в семи милях [11 км] к северо-востоку от дальнего привода. Поворот вправо на два ноль ноль [200°]. Разрешён подход по ILS. Экипаж подтвердил получение указания, а в ответ диспетчер предупредил, что вектор глиссады отключён (отключён 8 августа из-за ряда отклонений в работе; вновь был включён 28 августа). На это с самолёта передали: Окей, спасибо. Снижение при этом выполнялось с вертикальной скоростью около 620 футов (190 м) в минуту. В 08:52 диспетчер подхода сообщил рейсу 230, что тот в 5 милях (8 км) от дальнего приводного радиомаяка, после чего дал указание переходить на связь с диспетчером взлёта и посадки.

### Катастрофа
Диспетчер посадки в 08:52:53, не подождав доклада от экипажа, дал разрешение рейсу 230 на посадку. В 08:54:40 пилоты запросили информацию о ветре, доложив при этом, что прошли дальний привод. Согласно последним данным, ветер в это время был встречный слабый — 230° 4 узла. В 08:55:55 с самолёта спросили: У вас все огни горят на полной интенсивности? На это диспетчер сообщил: Да, конечно. Там в конце имеется небольшой туман, но за полторы мили до полосы уже свободная от него полоса. Это был последний радиообмен с бортом N712U, а затем диспетчер вдруг увидел, как недалеко от конца полосы появился столб дыма. Тогда была сразу объявлена аварийная ситуация, а рейс 701 компании American Airlines, выполнявшийся самолётом Lockheed Electra и заходивший на полосу 23 следом за рейсом 230, был отправлен на второй круг.
Согласно показаниям очевидца, находившегося в полумиле от входного торца полосы, он увидел, как туман скрыл склон местности перед аэропортом, после чего в эту пелену влетел самолёт, а затем раздался звук удара. На удалении 360 футов (110 м) от торца полосы летящий на высоте 885 футов (270 м) над уровнем моря FH-227 на скорости 120—123 узла зацепил верхушки деревьев, а через 110 футов (34 м) на высоте 865 футов (264 м) (примерно на 33 фута (10 м) ниже уровня аэродрома) врезался в крутой склон холма. Промчавшись по нему вверх примерно 300 футов (91 м), FH-227 вновь подлетел вверх. В это время на рулёжке у начала полосы 23 ожидал самолёт, экипаж и пассажиры которого рассказывали, что видимость на полосе в это время фактически была близка к нулевой, а огней подхода не было видно из-за тумана. Вдруг из тумана появился горящий самолёт, летящий на высоте примерно 50 футов (15 м), который затем в 08:56:53 рухнул на землю с противоположной стороны полосы, на удалении 300 футов (91 м) от них, разрушился и загорелся.
Возникший низовой пожар уничтожил значительную часть фюзеляжа и крыла, прежде чем прибывший через пару минут пожарный расчёт в течение 10 минут не взял его под контроль. Также на месте происшествия были найдены пять выживших пассажиров, которых выбросило наружу: 20-летняя Джуди Бенхэз (англ. Judy Benhase), 19-летняя Сью Боскин (англ. Sue Boskin), 19-летняя Барбара Шиллер (англ. Barbara Schiller), 20-летний Даррелл Трипплетт (англ. Darrell Tripplett) и 27-летний Томас Войгнир (англ. Thomas Voignier). Их доставили в Чарлстонскую больницу, но на следующий день трое человек умерли от полученных травм. Всего катастрофа унесла жизни 35 человек: 32 пассажиров и всех 3 членов экипажа.
Это первое происшествие в истории самолёта Fairchild Hiller FH-227.

## Расследование

### Погодные условия
За 20-летнюю историю метеонаблюдений в районе аэропорта было определено, что август для данного региона является периодом туманов, которые сгущаются ближе к полуночи. А однажды туман держался на протяжении 19 дней.
Пилот легкомоторного самолёта, который взлетел с полосы 23 незадолго до происшествия, сообщил, что хотя на значительной части длины полосы видимость была хорошей, первые 300 футов (91 м) от начального торца закрыло туманом толщиной 150 футов (46 м). Второй пилот рейса AA-701, заходившего следом за рейсом PI-230, сообщил, что видел первую половину огней подхода, но вторая часть огней, а также полоса были закрыты туманом. Когда диспетчер велел рейсу 701 уходить на второй круг, авиалайнер, поднявшись до 600 футов (180 м), пролетел над аэропортом, при этом его экипаж смог разглядеть сквозь туман обломки борта N712U, тогда как аэропорт по-прежнему не был виден.

### Изучение обломков
Все основные части самолёта были найдены на месте происшествия, то есть до столкновения с деревьями и землёй структурная целостность не нарушалась. Управляющие поверхности были восстановлены, а их экспертиза пришла к выводу, что отказов в их работе не было. Самолёт находился в посадочной конфигурации: шасси выпущены и зафиксированы, закрылки установлены на максимальный угол, триммер руля переложен на угол 5° на кабрирование. Гидравлические и электросистемы признаков отказа не имели. Трубки Пито с обеих сторон не имели признаков, что были забиты, а значит экипаж получал правильные данные о высоте и скорости. Высотомеры удалось восстановить, а давление на приборах со стороны командира и второго пилота было установлено соответственно 29,93 дюйма (760 мм) и 29,94 дюйма (760 мм) рт. ст. соответственно. Радиовысотомеры были сильно повреждены, но после замены разрушившихся компонентов начали работать исправно. Указатели курса со стороны командира и второго пилота показывали соответственно 232° и 235° соответственно. Радиокомпасы показывали соответственно 235° и 232°.
Оба двигателя отделились в момент удара о землю, а внутри них нашли грязь и ветки, которые попали при столкновении с деревьями и склоном. Лопасти воздушных винтов были установлены на угол 16—17,8°. Экспертиза силовых установок привела к выводу, что двигатели работали нормально, а никаких отказов в них не было.

### Анализ данных
Рейс 230 выполнял нормальный заход на посадку вплоть до заключительного этапа. Но за 6 секунд до столкновения с землёй самолёт вдруг перешёл в быстрое снижение, опустившись даже ниже уровня аэродрома, пока не врезался в землю до полосы. Экспертиза обломков не выявила никаких отказов и неисправностей в конструкции самолёта, его систем и навигационных приборов. Анализ данных с бортовых самописцев показал, что лишь перед самым ударом пилоты попытались прекратить это снижение. То есть получается, что квалифицированный экипаж на высоте 200 футов (61 м) над уровнем аэродрома намеренно начал это снижение, ставшее роковым.
Одним из роковых факторов стали погодные условия в аэропорту. Утренний туман в это время начал рассеиваться, поэтому видимость в районе подхода возросла с ½ до 1 мили, а на полосе — с нулевой до ½—1 мили, то есть выше погодного минимума, поэтому посадка и была разрешена. Но слабый юго-западный ветер фактически лишь относил этот туман в северо-восточную часть аэродрома — к началу полосы 23, где видимость была значительно ограничена. К тому же со стороны захода на посадку на полосу 23 был склон, по которому этот туман начал опускаться, при этом полностью скрыв из виду землю. Хотя при следовании выше тумана аэропорт был хорошо виден, но при попадании в туман видимость уже резко падала. Сам туман лежал над землёй не ровным слоем, а «буграми» высотой 100—300 футов (30—90 м), а значит, попадание в него могло быть полной неожиданностью.
По данным бортового самописца, самолёт при выполнении захода снизился и занял высоту 1225 футов (373 м), которую сохранял до прохождения ближнего приводного радиомаяка за 18 секунд до катастрофы, после чего продолжил снижение с вертикальной скоростью 625 футов (191 м) в минуту, которое так длилось на протяжении следующих 12 секунд. Здесь стоит отметить профессионализм пилотов, так как траектория снижения была лишь немного выше нормальной глиссады, притом, что вектор наклона глиссады в этот период был отключён. Но за 6 секунд до удара машина вдруг перешла в крутое снижение с вертикальной скоростью свыше 2000 футов (610 м) в минуту. Самолёт в это время находился как раз над серединой огней подхода и, возможно, влетел в густой туман, из-за чего земля пропала из виду.
Таким образом, ситуация отклонилась от нормальной в последние 6 секунд. При отсутствии других доказательств такую ситуацию логично можно было объяснить тем, что дезориентированный в тумане пилот начал намеренно выполнять быстрое снижение, чтобы скорее увидеть наземные ориентиры, забыв при этом об опасности данного решения. А ведь в условиях низкой видимости пилот должен иметь дистанцию, чтобы предпринять манёвр уклонения. И если на обычных поршневых самолётах минимальная видимость для захода на посадку установлена в 500 футов (150 м), то на турбовинтовых самолётах с их скоростями свыше 125 узлов (230 км/ч) эта дистанция уже мала. Как показали исследования, проведённые ранее в Великобритании, когда пилот не знаком с ситуациями резкого ухудшения видимости, то в случае возникновения этого случая может непреднамеренно перевести самолёт в слишком крутое снижение, так как сосредоточившись на поиске внешних ориентиров, не может чётко следить боковым зрением за авиагоризонтом. Особенно эта ситуация становится опасной на малых высотах.
Таким образом, когда рейс 230 неожиданно попал в густой туман, экипаж принял решение поскорее снизиться, чтобы увидеть огни подхода, для чего за 6 секунд до удара чуть снизил режим работы двигателей. На высоте 175 футов (53 м) сквозь туман стали видны огни высокой интенсивности, по которым пилоты решили, что они ещё достаточно высоко, поэтому за 4 секунды до удара ещё увеличили скорость снижения. Но на самом деле это мнение оказалось ложным, так как огни располагались не на горизонтальной площадке, а на склоне. При этом самолёт снижался уже с вертикальной скоростью свыше 2000 футов в минуту.
Была также версия, что пилоты на самом деле не уследили за скоростью, которая стала слишком мала, после чего самолёт перешёл в сваливание. Однако данные самописцев показали, что в течение последних 26 секунд воздушная скорость не снижалась ниже 120 узлов, то есть была гораздо выше минимально допустимой.
Если предположить, что видимость в тумане составляла 500 футов (150 м), то, с учётом траектории снижения и рельефа местности, у командира от момента, когда он увидит землю, оставалось ещё 3 секунды до столкновения. За это время пилот должен успеть понять ситуацию, а затем увеличить режим двигателей, после чего потянуть штурвал на себя, чтобы уйти от столкновения с землёй. С учётом времени в 1—1½ секунды, необходимого на разгон двигателей до максимальных оборотов, на все эти действия уйдёт 2 секунды. К тому же в процессе данного манёвра самолёт уклонился вправо, чтобы не врезаться в опоры огней высокой интенсивности. В этом случае от момента первого появления земли в запасе у пилотов было уже 3 с половиной секунды, причём лайнер в этот момент будет на 90 футов (27 м) выше огней подхода, а потому манёвр уклонения может помочь исправить ситуацию. Но из показаний очевидцев следовало, что туман был гораздо гуще, а видимость была настолько мала, что когда экипаж заметит землю, запас времени не позволит уже даже предпринять манёвр уклонения.
Действующие в то время правила (пункт 91.117) требовали от пилотов, что только если чётко видны огни подхода, сама полоса, либо другие знаки, обозначающие входной торец полосы, тогда экипаж может выполнить безопасную посадку. Если земля или огни похода периодически пропадают из вида, то следовало прерывать заход и уходить на второй круг. Однако изучив эти правила, следователи из Национального совета по безопасности на транспорте обнаружили, что в них нет ясного определения понятия «чётко видны» (англ. clearly visible). Эти правила могли создаваться для условий, близких к идеальному: пасмурное небо, либо сплошной и редкий туман. Но в случае с рейсом 230 пилот столкнулся с тем, что наблюдал полосу и первую половину огней подхода, но не зону у входного торца, закрытую низким и густым туманом, а потому решать вопрос о «чётком» наблюдении земли мог, лишь опираясь на своё субъективное мнение. И опытный пилот решил, что раз полоса наблюдается, то значит, визуальный контакт установлен, поэтому продолжил выполнять заход.

## Причины
1. На борту самолёта не было никаких отказов или неисправностей конструкции, силовых установок и прочих систем.
2. Экипаж имел необходимые квалификации и сертификаты для выполнения полёта.
3. Самолёт следовал при визуальных погодных условиях, пока примерно за 6 секунд до происшествия не влетел в слой тумана, накрывшего огни подхода и входной торец полосы 23.
4. Из-за тумана видимость в последней части траектории захода и над порогом полосы 23 не превышала 500 футов (150 м), либо была ещё ниже.
5. В условиях, когда заход поначалу выполнялся при визуальных условиях, пилот не мог оценить видимость в тумане до столкновения.
6. Снижение под безопасную высоту при ограниченной видимости допускалось действующими правилами.

21 августа 1969 года Национальный совет по безопасности на транспорте опубликовал отчёт по итогам расследования, в котором пришёл к заключению, что катастрофа борта N712U произошла из-за того, что пилоты не распознали своевременно ориентацию по высоте, когда на заключительном отрезке захода на посадку вошли в тонкий, но густой туман. Дезориентированный пилот, действуя с текущими правилами, начал выполнять быстрое снижение над возвышающимся склоном рельефа, пока не оказался в точке, откуда выполнять безопасное прерывание захода и уход на второй круг было уже невозможно.

## Рекомендации
Для предотвращения подобных происшествий Национальный совет по безопасности на транспорте отправил в Федеральное управление гражданской авиации США ряд рекомендаций:
- Внести в правило 91.117 запрет на снижение до высоты ниже 200 футов (61 м) над уровнем аэродрома, если пилот не наблюдает входной торец полосы;
- Довести до пилотов информацию об опасностях, связанных со входом в низкостелящийся туман;
- Довести информацию об оптических иллюзиях, возможных при попадании в слой тумана на заключительном этапе захода на посадку;
- Как можно скорее изучить определение пилотами наклона траектории по приборам в условиях визуального захода;
- Установить стандарты и инструкции для проведения занятий на тренажёрах с имитацией захода на посадку с более реалистичными условиями низкой видимости;
- Разработать, а при финансовой возможности внедрить, улучшенные огни высокой интенсивности на участке до 1000 футов (300 м) от входного торца полосы, особенно в аэропортах, где по данным истории метеонаблюдений бывают частые и густые туманы.

### Комментарии
1. ↑  Здесь и далее по умолчанию указано Североамериканское восточное летнее время (EDT).
2. ↑  Вероятно, Бенхэз, Боскин и Трипплетт, доставленные в больницу в критическом состоянии.